# Jacques Tillier
Pour les articles homonymes, voir Tillier.
Jacques Tillier, né le 6 juin 1947, est un journaliste et patron de presse français au centre de plusieurs affaires de politique, police et banditisme entre 1977 et 1979, notamment les affaires Jean de Broglie, Pierre Goldman et Jacques Mesrine.
Après avoir été dans les commandos de marine puis contractuel pour la DST pendant deux ans, il rejoint en 1974 l'hebdomadaire d'extrême droite Minute.
Le 10 septembre 1979, il est torturé et laissé pour mort par Jacques Mesrine lors d'une tentative d'interview pour Minute, une semaine avant la mort de Pierre Goldman, que son journal avait accusé d'avoir inspiré l'assassinat de François Duprat, et deux mois avant la mort de Mesrine.
En 1980, il quitte Minute et sera plus tard directeur du Journal de l'île de La Réunion et du pôle Champagne-Ardennes-Picardie (CAP) du groupe Hersant.

## Biographie

### Origine et famille
Né le 6 juin 1947 près d'Alger dans une famille pied-noir, son père est officier dans l'infanterie de marine et sa mère est institutrice.
Il intègre à l'âge de 16 ans l'école des mousses et fait partie pendant cinq ans des commandos de marine et suit une préparation de parachutiste.

### Débuts professionnels
Il est ensuite "taulard aux petites Baumettes à Marseille, ramasseur de pommes dans les vergers tourangeaux, braconnier, et pion" dans l'éducation, selon ses mémoires.

### DST
Par la suite, il travaille un peu moins de deux ans, sous un statut de contractuel, à la Direction de la surveillance du territoire (DST) de Tours, dont il démissionne en 1973.
Il est ensuite, quelques mois, employé d'une agence immobilière de Tours, avant d'être engagé à Paris à Minute, l'hebdomadaire alors d'une ligne d'extrême-droite xénophobe.

### Embauche àMinute
À Minute, il couvre l'actualité "police-justice" avec un autre journaliste, Michel Léantz. Ce dernier a des contacts plutôt à gauche et Tillier plutôt à droite.
Par ailleurs, selon son propre livre écrit en 2012, Michel Léantz aurait eu au milieu des années 1950 les mêmes fréquentations, dans les mêmes bars que Jacques Mesrine. Tillier est « toujours à la pointe du combat sur des informations qu'il garde confidentielles », affirmera Michel Laentz, dans ce livre.
Tillier avait au contraire, de son côté affirmé, dès 1984 que toutes ses enquêtes étaient contrôlées et réécrites par la direction de Minute.

### Affaire De Broglie
À partir de 1977, Tillier joue un rôle important dans les révélations sur l'assassinat le 24 décembre 1976 du député Jean de Broglie, trésorier des Républicains indépendants (RI), parti de Valéry Giscard d'Estaing, revendiqué par un « mystérieux groupe d'extrême droite » groupe Charles-Martel. Le mobile officiel, selon une conférence de presse du ministre de l'Intérieur Michel Poniatowski, est une histoire de prêt et d'assurance-vie entre Jean de Broglie, son conseiller fiscal Pierre de Varga et Patrick Allenet de Ribemont, qui possède le restaurant La Reine Pédauque, rue de la Pépinière, à qui De Broglie a fourni une caution à concurrence de cinq millions de francs. De Broglie a été tué en sortant du domicile de Pierre de Varga.
Dès le 27 et 28 décembre 1976 Gérard Frêche et Guy Simoné, ancien inspecteur de police et ami de Pierre de Varga, sont arrêtés, sur indications de l'informateur Albert Leyris, puis passent aux aveux circonstanciés[réf. nécessaire]. Cinq ans après, le 23 décembre 1981, ils seront tous deux condamné à dix ans de prison, et Serge Tessèdre, un complice qui les a recrutés, à cinq ans. Entre-temps, Patrick de Ribemont a obtenu un non-lieu le 21 mars 1980 et Varga aussi, le 12 juin 1980.
C'est Le Monde qui révèle le rôle joué par Jacques Tillier dès le printemps 1977 dans cette affaire de Broglie. Visiblement informé par les policiers de l'avancement de l'enquête, il a révélé dans Minute que l'avocat Alain Beaumier avait incité le docteur Nelly Azerad à faire disparaître ses agendas de 1976, où figuraient ses rendez-vous avec Pierre de Varga. À la suite de ces révélations, Nelly Azerad est en avril 1977 arrêtée, placée en détention préventive et accusée de dissimulation de preuves. Cette incarcération renforce les soupçons contre De Varga, qui se révèleront infondés.
Tillier avait enquêté sur l'assassinat par un colis piégé le 20 juin 1973, du docteur Georges Fully, inspecteur général de la médecine pénitentiaire,, pour lequel a été suspecté Mémé Guerini, car il réclamait une grâce médicale que le docteur refusait. A Fresnes son avis était prépondérant sur tous les dossiers médicaux du monde carcéral et il était secondé par une cardiologue, Nelly Azerad, au centre de "l'affaire des grâces médicales", à laquelle le commissaire Lucien Aimé-Blanc, s'était intéressé car son père est mort dans le « train de la mort » du 2 juillet 1944, dans lequel se trouvait Georges Fully, qui a ensuite témoigné pour qu'il soit pupille de la nation,. Il a rédigé un rapport indiquant que Nelly Azerad aurait ensuité tenté de faire exécuter de Varga au fusil à lunette dans la prison de la Santé.
Après avoir quitté Minute, Tillier continuera ses enquêtes sur l'affaire dans le Journal du dimanche via un de ses articles, signé du pseudonyme Jacques Langeais, reproduisant un fragment d'une lettre du docteur Nelly Azerad, qui serait à l'origine de cette tentative d'assassinat.

### Affaire Curiel
Le 10 mai 1978, quelques jours après l'assassinat du militant tiers-mondiste Henri Curiel, un article dans Minute de Roland Gaucher et Jacques Tillier montrent qu'ils ont accès à des informations policières exclusives, ce qui a fait réagir dans la classe politique. Le député socialiste Jean-Pierre Chevènement a en particulier déclaré: "n'est-il pas curieux que dans l'affaire Curiel, le juge d'instruction ait dû attendre jusqu'à ces dernières semaines pour obtenir communication du dossier détenu par la DST, alors que dans Minute (...) le 10 mai 1978, Roland Gaucher et Jacques Tillier étaient en mesure de donner le numéro de dossier, à savoir 532.916 et même le nombre de sous-cotes, il y en avait 144". L'avocat de Curiel dénoncera au même moment l'absence d'autres sources "que des ragots de police et de polices qui se battent entre elles". En appel, Roland Gaucher et Jacques Tillier, seront condamnés pour avoir affirmé sans nuances qu'Henri Curiel était un agent soviétique, les autres journalistes poursuivis en diffamation par la famille seront relaxés grâce à des formulations moins affirmatives.

### Affaire de l'évasion de Mesrine
Jacques Tillier enquêtera ensuite sur Jacques Mesrine. Il est mis en cause, fin décembre 1978, pour avoir fait échouer la filature, par les hommes du commissaire Robert Broussard, de Christian Kopf principal complice de Jacques Mesrine, en révélant son adresse. C'est lui qui est visé, début janvier sur Europe1, par le directeur de la police Jean Ducret, dénonçant « quelqu’un qui joue les policiers, va voir les témoins, obtient des renseignements sur des individus que nous surveillons, et va prévenir ces derniers que nous les filons » et Jacques Tillier fera à son tour, l’objet de filatures, à l'été 1979, puis obtiendra qu'elles cessent, selon le journalisme d’investigation de L'Express Jacques Derogy.
Le 21 mars 1979, un de ses articles dans Minute affirme qu'un ex-inspecteur de police, inculpé le vendredi 16 mars, ait été le complice de Jacques Mesrine et lui ait fourni des renseignements permettant d'échapper à la police depuis son évasion de la prison de la Santé, le 8 mai 1978.
Le commissaire Robert Broussard, patron de la BRI, dément le jour même en précisant que cet inspecteur a quitté la BRI en août 1978, après ses congés en juillet et avait été muté au commissariat de la Goutte-d'Or car considéré comme suspect par ses collègues, à la suite de ses relations mondaines et de son implication dans un braquage commis contre un négociant de Rungis le 16 mars 1976. Selon Broussard, c'est dès le début mars 1979, qu'une information confidentielle parvenue à la direction de la police judiciaire avait alerté.

### Tentative de meurtre en septembre 1979

#### Articles et interview qui ont précédé
En 2001, le livre de souvenirs du commissaire Lucien Aimé-Blanc révèle « la beauté du coup tordu que lui proposait » Jacques Tillier pour faire sortir Jacques Mesrine de sa planque, les deux amis se rencontrant au bar "Le Griffon", proche de l'OCRB, selon Michel Laentz, un autre journaliste de Minute, qui a connu Jacques Mesrine durant sa jeunesse.
À l'automne 1978, Tillier enquête sur Jacques Mesrine. Le truand, évadé au printemps 1978, est revenu d'un voyage en Italie, Sicile, Algérie, Angleterre, pour lequel il avait proposé à Gilles Millet, journaliste de Libération, de l'accompagner, afin d'écrire un livre à sa gloire. Il rate l'enlèvement du juge Charles Petit qu'il avait attaqué à son domicile et doit fuir, puis se cacher dans le 18e arrondissement de Paris.
Jacques Tillier, rédige dans Minute une série d'articles, notamment en décembre-janvier 1978, puis en mars, juillet et août 1979. 
Ceux de décembre-janvier 1978 accompagnent sa visite au domicile de Christian Kopf, complice de Mesrine qu'il interviewe pour Minute. L'un d'eux, en décembre 1978, révéle l'adresse de Kopf, ce qui compromet sa filature par les hommes de Robert Broussard. Au même moment, c'est Mesrine qui est interviewé par Libération le 4 janvier 1979.
Le 15 janvier sur Europe 1, Jean Ducret, directeur de la police judiciaire, dénonce « les médias qui entrent littéralement » dans le "délire" de Mesrine et « certains journalistes et certains personnages qui nous créent volontairement des difficultés ». Il désigne Tillier sans le nommer "une personne qui joue les policiers, qui va voir les témoins, qui obtient ainsi des renseignements sur des individus que nous surveillons et qui va prévenir ces derniers que nous les filons". Mesrine ne reste plus qu'en contacts rares et très discrêts avec Christian Kopf car la police peut désormais remonter jusqu'à lui, via Tillier.
Ces articles contribuent à la guerre des polices: Mesrine et ses nouveaux complices filant sans cesse et parlant sans arrêt dans la presse, le commissaire Robert Broussard qui l'avait arrêté perd de son autorité, ce qui permet la montée au créneau du patron de l'OCRB Lucien Aimé-Blanc, dont la presse ne découvrira plus tard qu'il est très proche de Jacques Tillier. Son dernier article, en août 1979, traite Mesrine de "faux baroudeur", dans une allusion à la Guerre d'Algérie. Tillier l'a utilisée pour faire réagir Mesrine via une interview exclusive, et laisser à Aimé-Blanc le soin de le capturer Mesrine, par ailleurs inquiet des promesses financières de Tillier à son complice Christian Kopf. Il répondra à cet article dans une lettre ouverte accusant Tillier d'être à la fois une "crapule" et "de mêche" avec les policiers, et d'avoir promis 40 millions de francs pour l'interview, avec l'objectif de le "balancer" aux policiers et "quitter Minute" après. Par la suite, Tillier ne démentira que la complicité avec les policiers, mais sans convaincre.

#### Les trois rendez-vous intermédiaires
Trois rendez-vous intermédiaires sont négociés les jours précédents l'interview : le premier à la brasserie le Chat noir, avenue de Saussure à Paris (17e), à 11 heures, le second peu après, Porte de Champerret, où Tillier se rend dans la R14 de Charlie Bauer, puis un troisième, sans Charlie Bauer, à l'église Saint-Vincent-de-Paul, à Clichy (Hauts-de-Seine).
Charlie Bauer accepte à la demande de Mesrine d'« aller chercher cet homme, et à visage découvert » car il avait aperçu Jacques Tillier en mars 1978 dans "l'affaire François Duprat". "Mesrine savait que j'étais capable d'identifier Tillier, car je le connaissais de vue. En effet, je faisais partie d'un groupe antifasciste et nous avions travaillé sur l'extrême droite. Nous avions surveillé le journal Minute", indiquera-t-il à son procès en 1982. Mesrine lui a annoncé, 48 heures à l'avance le rendez-vous avec Tillier et lui a demandé de l'amener d'un lieu à un autre, où l'attendaient Mesrine et le complice qui a participé à la torture dans la grotte, Bauer étant entre-temps reparti.
Tillier monte ensuite dans une R5, avec Mesrine et un autre complice, sous les yeux d'un homme blond de trente ans caché de l'autre côté du trottoir, portant lunettes, puis prend la direction d'une cave à champignons de Mont-la-Ville, à Verneuil-en-Halatte.

#### Torture et tentative de meurtre
À l'intérieur de la cave à champignons, Tillier est dénudé, torturé et laissé pour mort. Plusieurs versions des propos tenus avant ont circulé, malgré une version enregistrée par Jacques Mesrine. Ce dernier lui aurait auparavant demandé de répéter ses accusations contre un inspecteur de police qu'il aurait "sali", Tillier ayant écrit dans " Minute ", le 21 mars 1979, qu'un inspecteur avait fourni à Mesrine des renseignements pour faciliter son évasion de la prison de la Santé, le 8 mai 1978. "Tiens, pour ce tu as fait à Pierre Goldman", aurait dit Bauer à Tillier en le frappant, selon le livre de Gérard Moreas, publié en 2022
Tillier déclare avoir rampé six kilomètres jusqu'au bord de la route malgré son état, hélé une voiture, et avoir dix minutes après été secouru par un procureur puis entendu par la juge Marie Brossy-Patin.
Jacques Mesrine affirme au contraire dans la presse que c'est lui qui a sorti Tillier de la grotte et qu'il ne voulait pas le tuer, mais une expertise médicale réalisée dès septembre 1979 pointe le contraire, tout comme le témoignage de Tillier dans une émission d'Éric Young sur France Inter en 1984. Selon lui Mesrine n'avait plus d'explosifs pour faire sauter la grotte: lui et son complice espéraient que Tillier meure de ses blessures dans le noir. Dans la même émission, Lucien Aimé-Blanc affirmera qu'il a laissé partir Mesrine et exposé Tillier au danger, car il aurait fallu « tendre un dispositif » et en informer sa hiérarchie.

#### Enquête

##### Tillier à l'hôpital: le virage des 13 et 15 septembre
Avant même d'avoir interrogé Tillier, les policiers font obliquer l'enquête vers Charlie Bauer, qui a bénéficié en 1977 d'une libération conditionnelle après 14 ans de prison pour des vols sans violence et des évasions, puis été hébergé à sa sortie quelques jours chez Pierre Goldman, avant d'épouser Renée Gindrat et d'aller vivre et travailler dans une librairie à Hérouville-Saint-Clair, près de Caen, à 20 km du collège de Falaise où elle enseigne. Le couple a ensuite déménagé près d'un clinique d'accouchement sans violence du Loiret où naquit en 1978 leur fille Sarah, puis début septembre 1979 à Paris, avec leur fille, la mère étant en arrêt de longue maladie.
Le compte chèque postal de Renée Gindrat est vérifié dès le 13 septembre, deux jours après qu'ait été retrouvé Tillier. Des versements venant de Paris y sont constatés. Des policiers en armes auditionnent ensuite Tillier le 15 septembre sur son lit d'hôpital et effectuent un portrait-robot, en fait inspiré par une photo de Charlie Bauer qu'il lui ont montré, comme le révélera maitre Henri Leclerc, l'avocat de ce dernier à son procès en 1982.
Mesrine était "recherché par l’Office des stups" depuis 1978 selon les mémoires publiés en 2001 par commissaire Marcel Leclerc en raison d'un trafic de cannabis avec l'Espagne, ou depuis 1979 selon les déclarations d'Aimé-Blanc dans un livre de 2005 consacré à Pierre Goldman, dans lequel le patron de l'OCRB affirme avoir fouillé en 1979 dans l'armoire d'un autre service afin de trouver des renseignements montrant que Goldman est impliqué dans un trafic de cannabis. Depuis mars 1979, la recherche de Bauer était devenue un mandat d'arrêt.
Lors de l'enquête, Maitre Henri Leclerc questionne la commissaire Mireille Ballestrazzi, 25 ans, qui venait de commencer sa carrière à Bordeaux en 1978. Elle lui assure n'avoir aucune information sur le fait que Bauer ait pu être présent avant ou pendant l'enlèvement ni même qu'il connaisse Mesrine. Elle lui assure que Renée Gindrat est alors inconnue des services de police et ne sait pas pourquoi l'OCRB a fait la recherche financière du 13 septembre, alors que Tillier n'a reconnu Bauer sur photo que deux jours après. La police laissera entendre ensuite que Jacques Tillier l'a reconnu parmi une cinquantaine de photos. Lors de sa plaidoirie au procès, Maitre Henri Leclerc fera circuler dans le jury le portrait-robot "si ressemblant" du 13 septembre et la recherche financière du 13 septembre, emportant l'acquittement de Charlie Bauer, Tillier affirmant alors que le complice dans la grotte était peut-être quelqu'un lui ressemblant seulement.
Lors de l'enlèvement, Charlie Bauer connaissait le visage de Tillier qu'il avait observé en mars 1978 près de Minute, pour savoir d'où venait l'article non-signé accusant Pierre Goldman d'avoir instigué l'assassinat de François Duprat, mais l'inverse n'est pas forcément vrai. Mesrine lui n'a jamais vu Tillier et comptait sur Bauer pour l'authentifier. Dans une "lettre ouverte à Tillier" du 16 septembre, Mesrine revendique l'enlèvement d'Henri Lelièvre en juin sans nommer de complice, et révèle avoir vu sur le trottoir, au dernier des rendez-vous, à l'église Saint-Vincent-de-Paul de Clichy (Hauts-de-Seine), "un homme blond de trente ans, portant lunettes" qui "faisait un signe à un autre et cela discrètement" puis a pris la direction sans pouvoir voir Mesrine "planqué avec la Kalachnikov prête à l'usage".
Le virage de l'enquête vers Bauer sera justifié trente ans plus tard par un livre de l'ex-patron de l'OCRB Lucien Aimé-Blanc en 2002, repris par celui d'un collègue de Tillier six ans après. C'est Jacques Tillier qui aurait indiqué à Lucien Aimé-Blanc qu'un surnommé "le blond", détenu à Fleury-Mérogis, qui « serait prêt à négocier sa condamnation contre des informations concernant le complice de Mesrine », censé être Charlie Bauer. En échange, Lucien Aimé-Blanc aurait fourni l’escorte de deux inspecteurs de l’OCRB à cet informateur et un complice, lui permettant de cambrioler facilement une résidence parisienne. La police aurait même balisé le parcours du véhicule transportant meubles rares et œuvres d’art, pour qu’il ne soit pas inquiété par une patrouille intempestive.

##### Les stationnements non payés du couple Bauer
De leur côté, les policiers découvrent que l'épouse de Bauer a acheté une seconde voiture quelque temps avant l'enlèvement de Tillier, début septembre 1979,, de marque identique à celle qu'aurait citée par Tillier, même si plusieurs sources affirement que Bauer était au rendez-vous, dans Paris, sans cette voiture, s'inquiétant déjà d'être à visage découvert. Cette R14 est facilement reconnaissable à une bande rouge sur la peinture bleue, font valoir les policiers, qui en fait la retrouvent par le contrat d'assurance, dans une boite aux lettres non relevée par Renée Gindrat, et localisent la propriétaire, via un épluchage des contraventions de stationnement, non loin du parking où elles ont été constatées. Depuis septembre, le couple loue non loin deux chambres de bonnes sous les combles, avec leur fille d'un an et demi. Les policiers multiplient les filature et écoutes Au bout de six semaines, c'est Mesrine qui appelle, Renée Gindrat qui répond. Mesrine semble réticent à ce qu'on vienne chez lui, Bauer semble moins inquiet. Le 27 octobre, Bauer appelle brièvement pour convier Mesrine à un petit-déjeuner, puis part avec lui dans un magasin de meubles, finalement sans rien acheter, boulevard d'Ornano, lieu trop fréquenté pour les arrêter. Un des adjoints de Lucien Aimé-Blanc tiendra à se souvenir que "ce n’est pas Mesrine qui a entraîné Bauer dans sa chute, mais le contraire", alors que Le Monde a indiqué la causalité inverse.
Six jours après le shopping, un article du Monde relate l'arrestation chez lui, au 101, rue Saint-Lazare, de Charlie Bauer le jour de la mort de Mesrine. "Depuis sa mésaventure avec Jacques Tillier, Mesrine est en sursis. On sait où il se cache, on a découvert son complice dans l'enlèvement de Lelièvre, Charles Boer, un repris de justice condamné à vingt ans de réclusion pour un trafic de stupéfiants", écrit alors Le Monde.
Deux jours après, la police déclare à la presse que Bauer "aurait reconnu" l'agression de Tillier et "était en fuite", révélant un mandat d'arrêt du 9 mars 1979 de Jean Trocheris, juge d'instruction à Paris, sur un trafic de cannabis entre la France, l'Espagne et la Suède. La police a découvert lors de son arrestation chez lui des billets provenant de la rançon de Henri Lelièvre, libéré fin juillet 1979. Il s'agirait de quelques billets, selon une source. Un mois après cependant, le même journal publie une information parlant d'un autre complice pour l'enlèvement de Lelièvre, en révélant que la victime a reconnu la maison où elle a été séquestrée, louée pour juin et juillet par un "grand blond" payant d'avance en liquide.

#### Procès
Toujours présenté comme complice de Mesrine lorsqu'il tente de s'évader en novembre 1980, Bauer sera innocenté en 1982 pour la séquestration de Lelièvre, mais condamné pour recel, une petite part de la rançon lui ayant été versée en septembre 1979, deux mois après. Il est pour cela condamné à cinq ans de réclusion, peine inférieure à celle requise, et confondue avec celle pour trafic de cannabis. Les jurés ont condamné Michel Schayewski, le "grand blond" qui a loué la maison, à quinze ans de réclusion criminelle, suivant les réquisitions de l'avocat général.
Henri Lelièvre avait signé aux ravisseurs deux reconnaissances de dettes de deux millions de francs chacune, dont il ne parlera qu'après la mort de Mesrine, puis versé 500 000 francs, pour éviter les menaces de mort, à un émissaire de Mesrine en octobre 1979, qui lui est présenté comme Bauer, dont la photo a été publiée dans le journal Détective, mais qu'il ne reconnait plus formellement lors du procès.
Innocenté pour le rapt de Tillier mais étant en prison, Charlie Bauer sera débouté en février 1984 de sa procédure pour faire amender le film "Mesrine" d'André Genovès, produit par GR Production, qui l'a représenté comme y ayant participé, alors que la cour d'assises de Paris l'a acquitté du crime de complicité dans cette affaire.
Le tribunal a acquitté les trois femmes inculpées dans l'affaire de l'enlèvement de Lelièvre: Sylvia Jeanjacquot, compagne de Mesrine, Nelly Lesecq, amie de Schayewski, et Renée Gindrat, épouse de Charlie Bauer, ne suivant pas la réquisition de cinq ans de prison assorties de sursis partiel. Sylvia Jeanjacquot et Renée Gindrat sont restées respectivement 24 et 22 mois en détention préventive avant d'être acquittées.
Lors de ce procès de 1982, Charlie Bauer dira "je suis allé chercher le journaliste de Minute, je l'ai mené à Mesrine, puis je me suis cassé", sans savoir ce qui pouvait arriver, Mesrine ayant déjà donné plusieurs interviews à la presse, trois à Libération et un à Paris-Match et Bauer ne connaissant pas ses complices présents aux rendez-vous intermédiaires.
Lucien Aimé-Blanc racontera en 2001 une autre version de l'approche de Mesrine. Il aurait été obligé, en décembre 1979, de "planquer avec ses hommes dans une rue tranquille du 16ème arrondissement de Paris" pour protéger un cambriolage organisé par Kiki Kopf, un ancien complice de Mesrine en fuite, et Jean-Pierre Carbon, qui l'auraient aidé à “loger” Mesrine.
Tillier aurait manipulé de diverses façons « Kiki » Kopf, pour obtenir un rendez-vous avec Mesrine et aurait fait à Lucien Aimé-Blanc cette proposition : « Lorsque j'aurai vendu l'interview à « Minute », ou à un autre magazine, je reprendrai contact avec Mesrine pour lui remettre l'argent. A ce moment-là, il sera en confiance et je te le balancerai ». Par la suite, Tillier aurait continué, selon Aimé-Blanc, à « monnayer » les informations recueillies grâce à Kiki Kopf, tout en menaçant Lucien Aimé-Blanc de rendre publics "les dessous de la traque".

### Articles dans le JDD
Malgré l'affaire de l'enlèvement de septembre 1979 ou à cause d'elle, conserve de bonnes relations avec Lucien Aimé-Blanc après que ce dernier ait été muté deux fois, en particulier à l'été 1981 quand il se retrouve à la police judiciaire de Lille. Cette affaire de l'enlèvement a cependant marqué à vie Jacques Tillier: il quitte Minute, pour être embauché de 1980 à 1990 au Journal du dimanche, auquel il confiait certains déjà certains articles depuis 1974 sous le pseudonyme de « Jacques Langeais » car il a vécu à Langeais, pseudonyme qu'il utilise à nouveau. Dès la mutation de Lucien Aimé-Blanc à Lille opérée, plusieurs révélations de son ami Tillier sortent dans le JDD.

#### Révélations de septembre 1981 sur l'affaire De Broglie
Un article du 20 septembre 1981 paru dans le Journal du dimanche, affirme que la police a été informée d'un projet d'assassinat de de Varga par Serge Gehrling, relieur d'art, dont le commanditaire aurait été Nelly Azera. Sur les trois noms, deux sont des personnages centraux de l'affaire Affaire de Broglie. Quelques jours après Le Monde reprend l'affaire, en mentionnant que le commissaire Lucien Aimé-Blanc avait été alerté par Gehrling, "impliqué naguère dans diverses affaires d'escroquerie", des intentions du docteur Nelly Azerad, ancien médecin de l'administration pénitentiaire, de liquider de Varga "dans sa cellule de la prison de la Santé à l'aide d'un fusil à lunette". Au procès, Gehrling fera valoir qu'il n'y avait aucun projet mais une conversation très peu sérieuse et qu'il en était incapable, compte tenu de ses problèmes de vue. Le public a découvert entre-temps que Jean-Louis Bruguière, juge d'instruction au tribunal de Paris, était chargé depuis le 7 août 1980, d'une information contre X... pour tentative d'homicide volontaire sur la personne de Varga et qu'entre-temps, Lucien Aimé-Blanc avait été nommé à la police judiciaire en novembre 1980,.

#### Révélations de novembre 1981 sur le procureur de l'affaire Boulin
Dans le Journal du dimanche du 29 novembre 1981, un article Jacques Tillier, l'ami de Lucien Aimé-Blanc, donne des précisions sur le procureur général de Versailles Louis-Bruno Chalret au moment de l'affaire Boulin, fervent partisans de la thèse du suicide, et au cours de la décennie précédente « personnage central chargé d’organiser les libérations conditionnelles de voyous » pour les enrôler au SAC, comme le montre dix pages d’écoutes téléphoniques transcrites le 22 novembre 1966, mais dont le JDD ne donne que des bribes. Le livre de Lucien Aimé-Blanc 2006 sera plus riche de précisions de précisions sur le sujet et rappellera que Marie-Thérèse Guignier, ex-collaboratrice de Robert Boulin, était aussi la compagne de Chalret.

#### Révélations de 1984 sur son enlèvement en 1979
En 1984, Tillier est approché par Éric Yung, un ex-enquêteur de la BRI chassé de la police après l'affaire De Broglie, car il avait manifesté son désaccord aux méthodes de l'affaire de Broglie. Visé par l'attentat du 31 août 1978 au domicile d'Yves Mourousi où tous deux furent blessés Éric Yung a retrouvé du travail après 1981 sur une radio publique. Il y invite en 1984 Jacques Tillier, qui dévoile sa longue amitié avec le patron de l'OCRB Lucien Aimé-Blanc et révèle que c'est le rédacteur en chef de Minute qui avait exigé l'interview de Mesrine.
Il révèle aussi que Mesrine n'avait pas trouvé d'explosifs pour faire sauter la grotte mais espérait que Tillier mourrait de ses blessures, sans trouver la sortie dans le noir. Il raconte avoir été pris dans un engrenage quand un autre journaliste de Minute a espionné en 1978, avec lui, derrière une porte le patron de l'antigang Robert Broussard, puis s'est introduit, avec lui aussi, dans le bureau de Broussard pour y copier une note de quinze pages sur Mesrine avec les coordonnées de ses deux complices de l'époque, deux jeunes "voleurs de poule" sous la peur et l'emprise de Mesrine. C'est ainsi que Tillier a rencontré Kopf à son domicile se liant d'amitié avec lui et sa femme et en accusant Broussard de priver Kopf de sa fille à Noël. C'est pour lui permettre Kopf une issue, fuir en Australie et y ouvrir une librairie que Tillier a proposé, via Kopf, une interview à Mesrine, espérant empocher au passage l'argent que lui donnerait Minute ou un autre média pour le donner à Kopf. Dans cette émission, Tillier détaille les rendez-vous intermédiaires le jour de l'enlèvement, ne dit pas un mot du passage de Charlie Bauer à l'un d'eux, Mesrine, méfiant, lui ayant demandé de vérifier qu'il s'agissait bien de Tillier, car Charlie Bauer l'avait aperçu en mars 1978 lorsqu'il avait surveillé Minute pour le compte des amis de Pierre Goldman, à la suite des accusations du journal sur l'assassinat de François Duprat. Au procès de Charlie Bauer l'année suivante, le témoignage de Tillier a contribué à innocenter. Dans l'émission, Tillier révèle que Mesrine a enregistré la conversation, lors du trajet menant à la grotte, avec Tillier et un complice qui est resté muet, conversation a beaucoup porté sur son ami Lucien Aimé-Blanc, en s'étonnant que la bande de l'enregistrement, saisie lors de l'instruction, n'ait jamais été révélée.

### Les remous de 1989 au JDD
En mars 1989, Jacques Tillier se retrouve sans l'avoir voulu au cœur de "l'affaire Mattei Tillier", qui l'oblige à changer de journal, quand François Mattéi, ex de Minute, puis du JDD, licencié par Hachette en septembre 1986, met en cause Jacques Tillier en prétendant révéler qu'il s'agit d'un "ancien agent de la DST, alors que Tillier l'avait cinq ans plus tôt souligné dans son interview sur France-Inter par Éric Yung, en 1984. Dans la foulée, la rédaction du Journal du dimanche (JDD) est affectée car 7 journalistes sur 25 prennent leur clause de conscience, dont le directeur adjoint de la rédaction Michel Schifres et le chef du service politique.
Soutenu par le Syndicat national des journalistes (SNJ), dont il est représentant et qui a dénoncé "un procès en sorcellerie", François Mattei avait obtenu en février 1986 par une décision de justice la possibilité de réintégrer le JDD. Pour trouver une issue au conflit, la direction du groupe Hachette, l'actionnaire, avait ensuite essayé de faire revenir François Mattéi : sur sa volonté de rester en lui proposant trois postes de responsabilité à France-Dimanche, Lui ou Nîmes-Matin, le quotidien lancé contre le Midi libre, mais sans parvenir à apaiser.

### Afrique
Il quitte la France métropolitaine pour jouer le rôle de conseiller auprès de plusieurs chefs d'État africains, notamment Paul Biya au Cameroun et Lansana Conté en Guinée. Cette période s'achève quand, selon ses dires, un journaliste « inspiré par Maître Spizner, à la demande du RPR », place sa photo à la une de L'Événement du jeudi avec pour titre : « L’espion blanc pour présidents africains. »
Il est alors recruté par Henri Morny, un des dirigeants du groupe Hersant, qui lui demande de s'installer sur l'île de La Réunion où il est nommé, au début des années 1990, rédacteur en chef du Journal de l'île de La Réunion (JIR), qui vient d'être racheté par le groupe France Antilles, une filiale du groupe Hersant. Il en devient par la suite le directeur, puis le président-directeur général. Le tirage du journal passe en quelques années de 6 000 à 32 000 exemplaires.
Réputé pour sa plume aisée, mais assassine, il choisit comme sujet de prédilection de son éditorial la découverte des abus de biens sociaux et des scandales politiques locaux. Celui-ci entraîne une augmentation d'un tiers des ventes du journal chaque samedi d'après le concurrent communiste Témoignages, mais est également la cause de coûteuses condamnations pour diffamation.
Dans son éditorial du 9 février 2008, intitulé « On s'en tamponne mister Président », il annonce qu'il quitte le Journal de l'île de La Réunion. Il deviendra, avant la fin du premier semestre 2008, le nouveau président directeur général du quotidien L'Union de Reims.

### L'Union de Reims
Jusqu'en avril 2012, il dirige le pôle Champagne-Ardennes-Picardie (CAP) du groupe Hersant (L'Union, L'Ardennais, L'Est-Éclair, Libération-Champagne et L'Aisne nouvelle) dont la plupart des titres ont été revendus en octobre 2012 au groupe belge Rossel sous la pression des banques. Concernant le déclin des ventes de ces quotidiens régionaux, il avance : « Vous ne pouvez pas faire un journal digne de ce nom avec une quarantaine de journalistes qui travaillent sur 138 ». Il se heurte aux restructurations et au syndicat du livre CGT. Il « convenait d'urgence d'alléger la masse salariale, de se séparer de cent cinquante salariés - du fait de la modernisation de l'outil de production et de l'informatique de mise en page dont disposent depuis longtemps les journalistes » racontera-t-il. Il a longuement discuté avec Jean-Pierre Brunois, ancien propriétaire de France-Soir, président du Parti radical dans la Marne, pour tenter de racheter l'entreprise.
Débarqué en avril 2012, avant la vente au groupe belge Rossel, alors que son nom a circulé pour racheter, le patron de presse, publie après un travail d'écriture de trois, quatre mois, le livre "Une plume libre". Philippe Hersant, héritier d'un groupe « sur lequel le soleil ne se couchait jamais », y est largement égratigné, l'auteur évoquant aussi la crise structurelle qui touche la presse quotidienne payante depuis les années 1990.

### Journal de l'île de La Réunion
Ses éditoriaux dans le Journal de l'île de La Réunion font l'objet de polémiques récurrentes pour leur violence et leur misogynie. Dans une lettre ouverte publiée par des femmes politiques de gauche comme de droite en 2023, Huguette Bello (Nupes), critique « ces machos d'un autre âge qui voient l'émancipation des femmes comme un cauchemar ». En 2017, Nassimah Dindar (UDI), alors présidente du conseil général, dénonçait « le niveau, entre le caniveau et la porcherie » des écrits de Jacques Tillier. En octobre, Yves Montrouge, ancien rédacteur en chef du Journal de l'île, déniait encore à son ancien collègue « le droit d'insulter, de jeter en pâture et de traîner dans la boue des êtres humains ».

## Publications
- En première ligne..., Jacques Grancher éditeur, 1980, 266 p.
- Une plume libre, Paris, éd. Pygmalion, 13 février 2013, 417 p., 22 cm (ISBN 978-2-7564-0733-3, BNF 43553679)La mention « De Mesrine à Sarkozy, souvenirs d'un journaliste pas comme les autres », qui apparaît en couverture de l'ouvrage, n'est pas un sous-titre au sens bibliographique, étant absente de la page de titre.

## Dans la culture populaire
L'affaire Mesrine-Tillier et la grotte où le journaliste a été victime d'une tentative d'assassinat ont inspiré le roman policier Un sang d'encre à Vincent Ejarque, rédacteur en chef adjoint au journal Les Échos. Le roman rend hommage à la presse quotidienne et de proximité à travers l'histoire d'un journaliste de Paris, descendu dans le sud-ouest de la France pour enquêter sur le massacre d'une famille, présenté comme un règlement de comptes, et qui s'avère rapidement être une machination.
Le journaliste torturé, qui enquête avec « un photographe sans scrupules » dans une ville secouée par « la crise économique, la montée du racisme et l’affairisme véreux », ressemble à Jacques Tillier.